# Rita Dove
Pour les articles homonymes, voir Dove.
Rita Frances Dove, née le 28 août 1952 à Akron dans l'État de l'Ohio, est une romancière, nouvelliste, dramaturge, parolière, poète afro-américaine et professeure d'université, membre de la Poetry Society of America, de Poets & Writers (en), de l'Academy of American Poets, du PEN America (en), de la Société américaine de philosophie, de l'Académie américaine des arts et des sciences, de la société universitaire Phi Kappa Phi (en), présidente de l'Association of Writers & Writing Programs (en) (1986-1987), sénatrice de la fraternité Phi Beta Kappa (1994-2000), nommée Poète lauréate des États-Unis (United States Poet Laureate (en)) en 1993, charge qu'elle occupera jusqu'en 1995.

## Biographie

### Jeunesse et formation

#### Une famille valorisante
Rita Frances Dove est la fille de Ray Dove (premier chimiste afro-américain à travailler pour Goodyear) et d'Elvira Elizabeth Dove (née Hord), la deuxième de leurs quatre enfants. Ses parents sont soucieux de son éducation et vont l'encourager à réussir sa scolarité, à passer outre aux préjugés racistes. Pendant sa scolarité elle développe son goût pour la poésie, plus spécialement celle de Robert Frost  et pour la littérature allemande ; parallèlement elle suit des cours de violoncelle. Ses parents l'ont accompagnée durant ses études scolaires, où elle a excellé, ce qui lui a permis d'être invitée à la fin de ses études secondaires en 1970 à la Maison Blanche pour faire partie des cent meilleurs élèves du monde récompensés par le Presidential Scholar du Presidential Scholars Program (en) et d'obtenir des bourses pour poursuivre ses études,,,,.

#### Un parcours universitaire entre les États-unis et l’Allemagne
Rita Dove en tant que lauréate du National Merit Scholarship Program (en) est admise à l'université Miami d'Oxford dans l'État de l'Ohio. Elle y obtient en 1973, un baccalauréat universitaire (licence) avec la mention summa cum laude. De 1974 à 1975, elle poursuit des études de littérature allemande, notamment sur le théâtre expressionniste et l'œuvre de Rainer Maria Rilke, à l'université Eberhard Karl de Tübingen, grâce à une Bourse Fulbright. C'est pendant son séjour en Allemagne qu'elle fait la connaissance de l'écrivain allemand Fred Viebahn (de) qui deviendra son époux. De retour aux États-Unis, elle est admise au Iowa Writers' Workshop de l'université de l'Iowa, où elle obtient le Master of Fine Arts (master 2) en 1977. Durant ses études à l'université de l'Iowa, elle publie régulièrement des poèmes au sein de diverses revues littéraires telles que la Georgia Review (en), The American Poetry Review (en) ou Poetry,,,,.

### Carrière

#### Carrière universitaire
En 1981, Rita Dove est embauchée comme professeur adjoint pour enseigner la création littéraire à l'université d'État de l'Arizona (ASU) de Tempe. Elle passe une année en résidence d’écrivains à l'université Tuskegee, puis elle retourne à l'ASU où elle restera jusqu'en 1989 pour joindre le Center for Advanced Studies de l'université de Virginie. En 1993, l'université de Virginie la promeut au titre de Commonwealth Professor of English (professeur de littérature anglaise pour l'État de Virginie) tout en continuant d'enseigner la création littéraire. Parallèlement, elle est embauchée comme conseillère auprès du National Endowment for the Arts (NEA) ; au NEA elle participe à l'élaboration des subventions et bourses d'études, puis elle est nommée comme membre de l'Association of Writers & Writing Programs (en) qui propose des curriculum de littérature aux universités, elle assure la présidence de 1986 à 1987. En 1987, elle est membre du Schomburg Center for Research in Black Culture et de la rédaction de la revue Callaloo (revue littéraire) (en) diffusée par l'université Johns-Hopkins, la première revue spécialisée dans la culture afro-américaine,.

#### Carrière littéraire

##### La poète

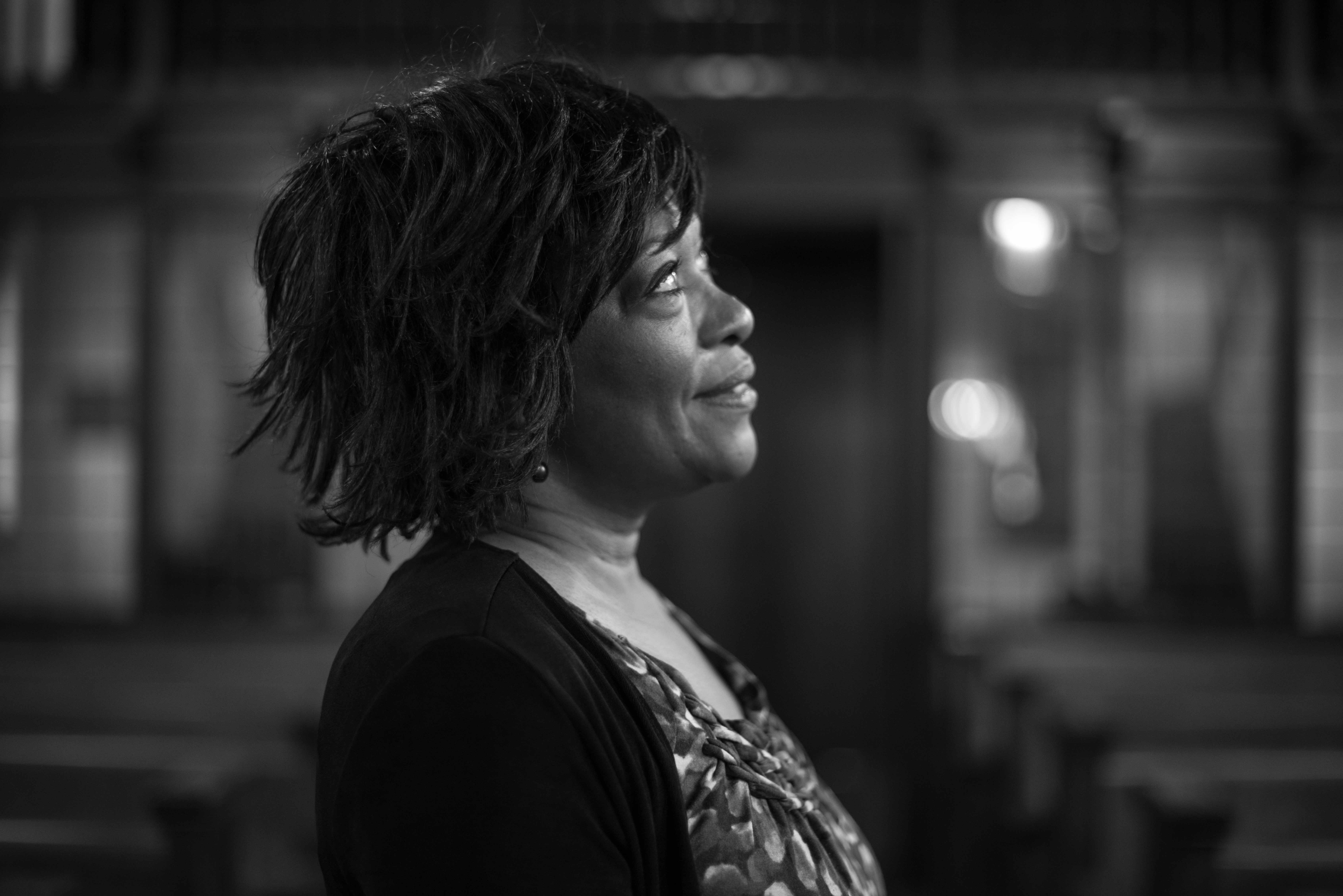
Still from Rita Dove An American Poet.

Dès 1974, ses premiers poèmes sont publiés au sein de revues plus ou moins locales puis d'envergure nationale telles que Poetry. En  1977, est publié son premier recueil de poèmes Ten Poems, suivi en 1980 de Only Dark Spot in the Sky. Ces deux recueils de poèmes sont repris en 1980 dans la publication de The Yellow House on the Corner, livre qui fut immédiatement remarqué par les critiques qui saluent sa maîtrise de la langue. En 1983 parait Museum qui est reconnu sur l'ensemble des États-Unis et fait d'elle une auteure à dimension nationale,.
En 1986, avec la publication de son livre Thomas and Beulah qui est couronné en 1987 par le prix Pulitzer catégorie poésie, elle est reconnue comme étant une figure majeure de la poésie américaine. Thomas and Beulah est une série de poèmes inspirée par la vie de ses grands-parents maternels,.
En 1989, elle publie Grace Notes, recueil de poèmes qui utilise des éléments autobiographiques.

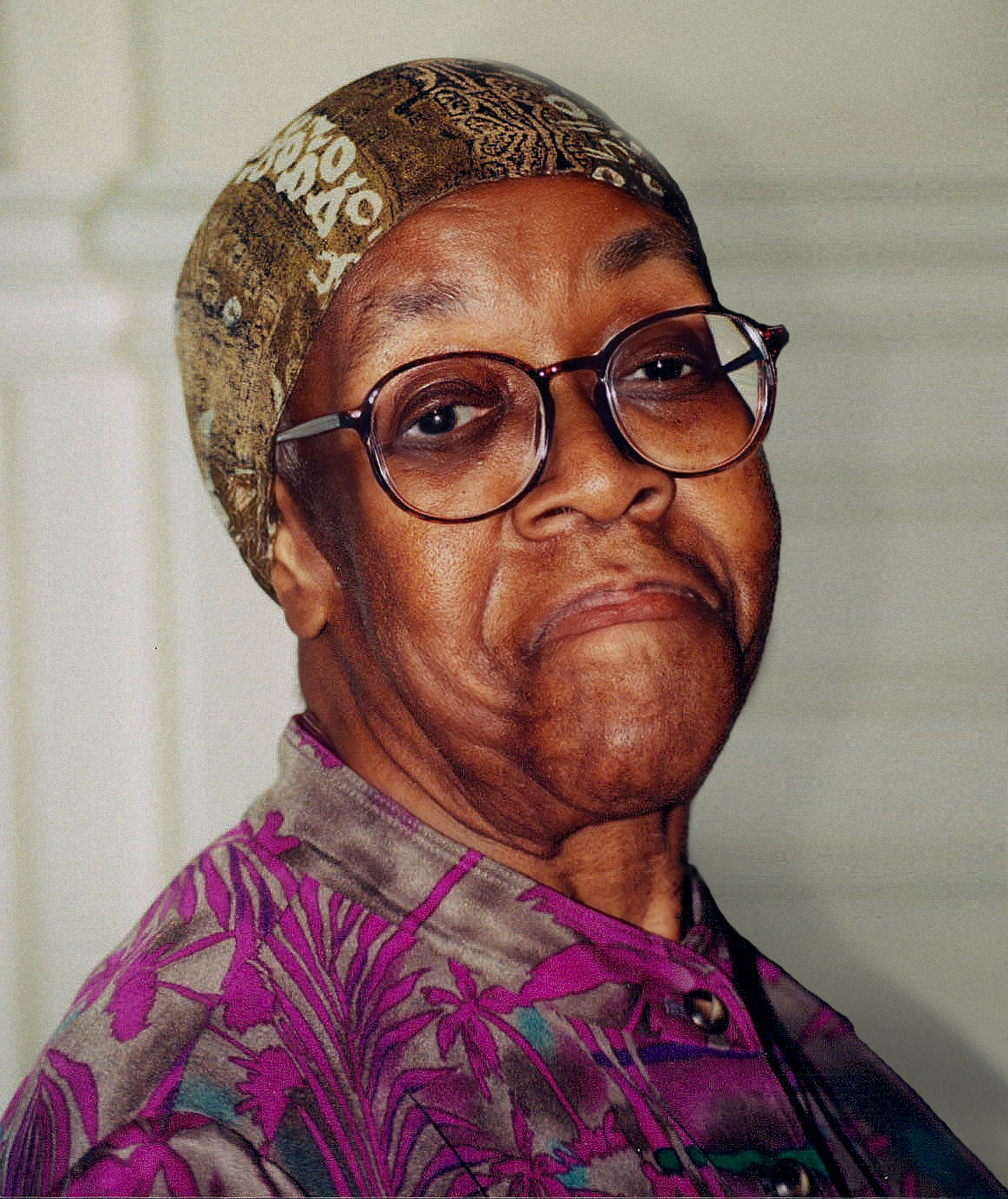
Photographie de Gwendolyn Brooks.

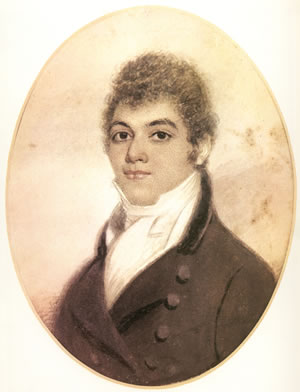
Portrait en médaillon de George Bridgetower.

En 1993, elle est nommée  Poète lauréat des États-Unis ce qui lui donne un rôle de premier plan comme consultante auprès de la Bibliothèque du Congrès. Cette nomination a fait d'elle la plus jeune auteure à être nommée à ce poste, et la seconde femme afro-américaine après Gwendolyn Brooks qui portait le titre précédent de Consultants in Poetry,,,,.
En 1995, elle publie d'autres recueils de poésie dont Mother Love inspiré du mythe grec de Perséphone et Déméter pour explorer les liens entre mère et fille. En 1999, Rita Dove publie On the Bus with Rosa Parks qui célèbre le combat des acteurs du mouvement des droits civiques.
En 2010, elle publie Sonata Mulaticca qui célèbre la vie du métis virtuose du violon George Augustus Polgreen Bridgetower, à qui Ludwig van Beethoven avait dédié dans un premier temps sa Sonate pour violon et piano no 9 avant de la dédier à Kreutzer pour des raisons de jalousie.

##### Diversification littéraire
Si Rita Dove est essentiellement connue en tant que poète, elle a également publié un recueil de nouvelles Fifth Sunday en 1985, suivi d' un roman Through the Ivory Gate en 1992. Enfin en 1994, elle reprend la pièce de Sophocle, Œdipe roi, en publiant la pièce de théâtre The Darker Face Of Earth. Cette pièce est montée en 1997 au Kennedy Center, puis en 1999 au Royal National Theatre de Londres,.

##### La parolière

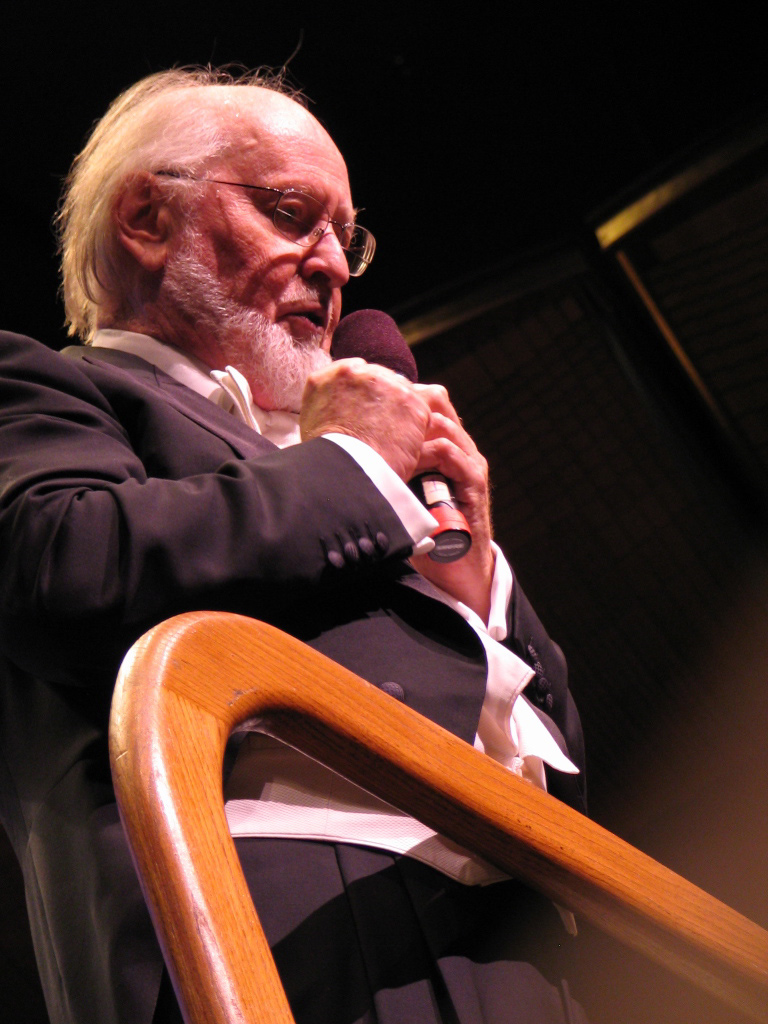
Photographie du compositeur John Williams.

Rita Dove écrits des paroles pour des compositeurs, notamment John Williams, dont elle a écrit les paroles de Seven for Luck pour soprano et piano et Song for the Twentieth Century.

### Vie privée
Rita Dove réside à Charlottesville (dans l'État de Virginie), avec son mari, l'écrivain allemand Fred Viebahn (de). Le couple a donné naissance à une fille, Aviva Dove-Viebahn.

## Regards sur son œuvre
Son inspiration est diverse et éclectique : Shakespeare, Bessie Smith, William Blake, Mad magazine, Eugene O’Neill, Eugène Ionesco, Sylvia Plath, Mark Strand, Robert Hayden, Emily Dickinson, Derek Walcott. Rainer Maria Rilke, Paul Celan, Adrienne Rich, Melvin B. Tolson (en), Ralph Ellison, Stefan Zweig, Toni Morrison, Gabriel García Márquez, Alice Dunbar-Nelson, Dante, James Merrill, James Baldwin, Sarra Copia Sullam.
Ses premiers recueils de poèmes The Yellow House on the Corner ou Museum sont marqués par l'influence du Iowa Writers' Workshop, bien que la critique y salue sa maîtrise de la langue, Rita Dove n'a pas encore trouvé son propre style. Celui-ci se révèle en 1985 dans un recueil de nouvelles Fifth Sunday suivi en 1986 par son recueil de poésie Thomas and Beulah.
Thomas and Beulah est considéré comme une performance poétique, une œuvre de maturité où Rita Dove exprime la puissance de son inspiration et de son écriture. Ce livre inspiré par la vie de ses grands maternels, leur liaison tumultueuse comporte deux parties, l'une est le regard de Thomas, joueur de mandoline et chanteur et l'autre le regard de Beulah, épouse tantôt adorée, tantôt délaissée. Thomas après avoir parcouru les routes pour sa carrière de musicien rejoint à la fin Beulah pour devenir un homme respectable de sa communauté. L'évocation poétique de ces deux parcours permet de rencontrer toutes les scènes et objets de la vie quotidienne des Afro-Américains, leurs expériences du monde à mille facettes.
Venant après l’ère du mouvement de la Renaissance de Harlem, Rita Dove reprend de ce mouvement le style d’improvisation venant du Jazz, son lyrisme mais contrairement aux auteurs de cette période elle dépasse le focus mis sur l'identité noire pour une vue plus inclusive, dans laquelle le regard des Afro-Américains sur l'histoire et la société américaine est une expérience humaine de type universel,,.

## Œuvres

### Recueils de poésie
- The Yellow House on the Corner, Pittsburgh, Pennsylvanie, Carnegie Mellon University Press (réimpr. 1 janvier 1989) (1re éd. 1 janvier 1980), 80 p. (ISBN 9780887480928, lire en ligne),
- Only Dark Spot in the Sky, Bookslinger, 1er décembre 1980, 12 p. (ISBN 9789991666624),
- Museum, Pittsburgh, Carnegie-Mellon University Press, 1er avril 1983, 88 p. (ISBN 9780915604784, lire en ligne),
- Thomas And Beulah, Pittsburgh, Pennsylvanie, Carnegie-Mellon University Press, 1er janvier 1986, 84 p. (ISBN 9780887480201, lire en ligne)[23],
- Grace Notes: Poems, New York, W. W. Norton Company, 1er septembre 1989, 92 p. (ISBN 9780393027198, lire en ligne)[24],
- Selected Poems, New York, Vintage Books, 28 septembre 1993, 244 p. (ISBN 9780679750802, lire en ligne),
- Mother Love: Poems, New York, W. W. Norton Company, 17 mai 1995, 100 p. (ISBN 9780393038088, lire en ligne)[25],
- On the Bus with Rosa Parks: Poems, New York, W. W. Norton & Company, 21 juillet 1999, 104 p. (ISBN 9780393047226, lire en ligne),
- American Smooth, W. W. Norton Company (réimpr. 17 février 2006) (1re éd. 2004), 144 p. (ISBN 9780393327441),
- Sonata Mulattica: Poems, New York, W. W. Norton & Company, 27 septembre 2010, 244 p. (ISBN 9780393338935, lire en ligne)[26],
- Collected Poems: 1974-2004, W. W. Norton Company, 16 mai 2016, 448 p. (ISBN 9780393354935)[27],[28],
- Playlist for the Apocalypse, W. W. Norton Company, 3 août 2021, 114 p. (ISBN 9780393867770),

### Nouvelles et romans
- Fifth Sunday: Stories, Lexington, University of Kentucky, 1er novembre 1985, 82 p. (ISBN 9780813913087, lire en ligne)[29],
- Through the Ivory Gate, New York, Pantheon Books, 13 octobre 1992, 296 p. (ISBN 9780679416043, lire en ligne),

### Théâtre
- The Darker Face Of Earth: A Verse Play, Brownsville, Oregon, Story Line Press, 1er juin 1994, 172 p. (ISBN 9780934257749, lire en ligne)[30],

### Recueil d'interviews
- Conversations with Rita Dove, Jackson, University Press of Mississippi, 1er mai 2003, 228 p. (ISBN 9781578065509, lire en ligne),

### Recueil de conférences
- The Poet's World, Washington (district de Columbia), Library of Congress, 1er avril 1995, 116 p. (ISBN 9780844408743, lire en ligne).

## Prix et distinctions
- 1987 : lauréate du Prix Pulitzer pour son recueils de poésie Thomas and Beulah[11]
- 1996 : récipiendaire de la National Humanities Medal (Charles Frankel Prize) décernée par la Fondation nationale pour les sciences humaines (National Endowment for the Humanities ou NEH), sur présentation du président Bill Clinton[31],[32],
- 1996 : lauréate du Heinz Awards, catégorie arts et sciences humaines, décerné par les Heinz Foundations (en)[33],[34],
- 1997 : lauréate du Barnes & Noble Writers for Writers Award[32]
- 1997 : lauréate du Sara Lee Frontrunner Award[35]
- 2001 : lauréate du Duke Ellington Lifetime Achievement Award[17]
- 2003 : lauréate de l'Emily Couric Leadership Award[36],
- 2004 : nomination à la charge de Poet Laureate of Virginia (en), jusqu'en 2006[37],
- 2006 : lauréate du Common Wealth Award of Distinguished Service (en)[38]
- 2019 : lauréate du Wallace Stevens Award décerné par l'Academy of Amercan Poets[39]

### Doctorats honoris causa
- Elle est docteure honoris causa de 25 établissements universitaires : l'université de Miami, le Knox College, le Tuskegee Institute, l'université Washington de Saint-Louis, l'université Case Western Reservey, l'université d'Akron, l'université d'État de l'Arizona, le Boston College, le Dartmouth College, le Spelman College[40], l'université de Pennsylvanie, l'université de Caroline du Nord à Chapel Hill, l'université Notre-Dame-du-Lac, l'université du Nord-Est, l'université Columbia, l'université d'État de New York à Brockport, la Washington and Lee University, l'université Howard, l'Institut Pratt, le Skidmore College[41], l'université Duke, l'Emerson College, l'université Emory, et de l'université Yale[42].

## Pour approfondir

#### Notices dans des encyclopédies et des manuels de références
- (en-US) Harold Bloom (dir.), Contemporary Black American poets and dramatists, New York, Chelsea House Publications, 28 mai 1995, 205 p. (ISBN 9780791022139, lire en ligne), p. 17-31,
- (en-US) Michael R. Strickland, African-American Poets, Springfield, New Jersey, Enslow Publishers, 1er décembre 1996, 112 p. (ISBN 9780894907746, lire en ligne), p. 90-98,
- (en-US) Paula K Byers (dir.), Encyclopedia of world biography. Vol. 5, Diderot - Forbes, Detroit, Michigan, Gale Research, 1998, 510 p. (ISBN 9780787625450, lire en ligne), p. 87-89,
- (en-US) Thomas Riggs (dir.), Contemporary Poets, 7th Edition, Detroit, Michigan, St. James Press, 28 septembre 2000, 1453 p. (ISBN 9781558623491, lire en ligne), p. 292-294,
- (en-US) Joyce Pettis, African American Poets: Lives, Works, and Sources, Westport, Connecticut, Greenwood Press, 30 juin 2002, 365 p. (ISBN 9780313311178, lire en ligne), p. 90-98,
- (en-US) Shari Dorantes Hatch & Michael R. Strickland (dir.), African-American Writers: A Dictionary, Santa Barbara, Californie, ABC-CLIO, 1er juin 2000, 491 p. (ISBN 9780874369595, lire en ligne), p. 89-91,
- (en-US) Janyce Marson (dir.), African American Poets II, Philadelphie, Pennsylvanie, Chelsea House Publishers, 15 juin 2003, 323 p. (ISBN 9780791073964, lire en ligne), p. 245-259,
- (en-US) Webster's New Explorer Dictionary of American Writers, Springfield, Massachusetts, Federal Street Press, 31 décembre 2004, 545 p. (ISBN 9781892859655, lire en ligne), p. 119,
- (en-US) Michael D. Sharp (dir.), Popular Contemporary Writers, volume 4, New York, Marshall Cavendish Reference, 1er octobre 2005, 579 p. (ISBN 9780761476016, lire en ligne), p. 559-574,
- (en-US) Notable African American Writers, Volume 1 (Maya Angelou-Henry Louis Gates, Jr), Pasadena, Californie, Salem Press, 1er mars 2006, 449 p. (ISBN 9781587652738, lire en ligne), p. 295-307,
- (en-US) Steven G. Kellman (dir.), Magill's Survey of American Literature-Vol.2, Pasadena, Californie, Salem Press, 1er septembre 2006, 957 p. (ISBN 9781587652875, lire en ligne), p. 671-678,
- (en-US) Wilfred D. Samuels (dir.), Encyclopedia of African-American Literature, New York, Facts on File, 30 juin 2007, 633 p. (ISBN 9780816050734, lire en ligne), p. 146-148,
- (en-US) Shari Dorantes Hatch (dir.), Encyclopedia of African-American Writing, Amenia, New York, Grey House Publishing, 1er septembre 2009, 869 p. (ISBN 9781592372911, lire en ligne), p. 164-166,
- (en-US) Philip Bader & Catherine Reef (dir.), African-American Writers, New York, Facts on File, 1er novembre 2010, 343 p. (ISBN 9780816081417, lire en ligne), p. 84-86,
- (en-US) Therese Neis, Extraordinary African-American Poets, Berkeley Heights, New Jersey, Enslow Publishers, 1er août 2012, 115 p. (ISBN 9781598451399, lire en ligne), p. 79-91,

#### Essais
- (en-US) Malin Pereira, Rita Dove's cosmopolitanism, Urbana, University of Illinois Press, 9 juin 2003, 232 p. (ISBN 9780252028373, lire en ligne),
- (en-US) Pat Righelato, Understanding Rita Dove, Columbia, Caroline du Sud, University of South Carolina Press, 31 juillet 2006, 272 p. (ISBN 9781570036378, lire en ligne),

#### Interviews
- Maryse Condé, Rita Dove, Mohamed B. Taleb-Khyar, « An Interview With Maryse Condé and Rita Dove », Callaloo, vol. 14, no 2,‎ printemps 1991, p. 347-366 (20 pages) (lire en ligne ).
- Rita Dove & Emily Lloyd, « Navigating the personal: an interview with Poet Laureate Rita Dove », Off Our Backs, vol. 24, no 4,‎ avril 1994, p. 1, 22 (2 pages) (lire en ligne ),
- William Walsh & Rita Dove, « Isn't Reality Magic? An Interview with Rita Dove », The Kenyon Review, New Series, vol. 16, no 3,‎ été 1994, p. 142-154 (13 pages) (lire en ligne ),
- Steven Bellin & Rita Dove, « A Conversation with Rita Dove », Mississippi Review, vol. 23, no 3,‎ printemps 1995, p. 10-35 (26 pages) (lire en ligne ),
- Malin Pereira & Rita Dove, « An Interview with Rita Dove », Contemporary Literature, vol. 40, no 2,‎ été 1999, p. 183-213 (32 pages) (lire en ligne ),
- Steven Ratiner & Rita Dove, « A Chorus of Voices: An Interview with Rita Dove », Agni, no 54,‎ 2001, p. 166-185 (20 pages) (lire en ligne ),
- Robert McDowell & Rita Dove, « Poet at the Dance: Rita Dove in Conversation » , sur Academy of American Poets, 28 octobre 2003,
- Camille T. Dungy & Rita Dove, « Interview with Rita Dove », Callaloo, vol. 28, no 4,‎ automne 2005, p. 1027-1040 (14 pages) (lire en ligne ),
- Rita Dove & Charles Henry Rowell, « Interview with Rita Dove: Part 1 », Callaloo, vol. 31, no 3,‎ été 2008, p. 695-706 (12 pages) (lire en ligne ),
- Rita Dove & Charles Henry Rowell, « Interview with Rita Dove: Part 2 », Callaloo, vol. 31, no 3,‎ été 2008, p. 715-726 (12 pages) (lire en ligne ),
- Lucinda Moore & Rita Dove, « Rita Dove on the Future of Literature » , sur Smithsonian Magazine, août 2010,
- Claire Schwartz & Rita Dove, « An Interview With Rita Dove », Virginia Quarterly Review, vol. 92, no 1,‎ hiver 2016, p. 164-171 (8 pages) (lire en ligne ),
- William Walsh & Rita Dove, « The World Has to Fall Away: "An Interview with Rita Dove" », The Georgia Review, vol. 70, no 1,‎ été 2016, p. 25-58 (34 pages) (lire en ligne ),

#### Articles
- Robert McDowell, « The Assembling Vision of Rita Dove », Callaloo, vol. 26,‎ hiver 1986, p. 61-62 (2 pages) (lire en ligne ),
- Arnold Rampersad, « The Poems of Rita Dove », Callaloo, vol. 26,‎ hiver 1986, p. 52-60 (9 pages) (lire en ligne )
- Ekaterini Georgoudaki, « Rita Dove: Crossing Boundaries », Callaloo, vol. 14, no 2,‎ printemps 1991, p. 419-433 (15 pages) (lire en ligne ),
- Helen Vendler, « Rita Dove: Identity Markers », Callaloo, vol. 17, no 2,‎ printemps 1994, p. 381-398 (18 pages) (lire en ligne ),
- Kevin Stein, « Lives in Motion: Multiple Perspectives in Rita Dove's Poetry », Mississippi Review, Vol. 23, No. 3,‎ printemps 1995, p. 51-79 (29 pages) (lire en ligne ),
- Therese Steffen, « Beyond ethnic margin and cultural center : Rita Dove's "Empire" of Mother Love », Swiss papers in English language and literature,‎ 1997, p. 18 pages (lire en ligne  [PDF]),
- Willard Spiegelman, « Rita Dove, Dancing », The Virginia Quarterly Review, Vol. 81, No. 1,‎ hiver 2005, p. 228-234 (7 pages) (lire en ligne ),
- Diana V. Cruz, « Refuting Exile: Rita Dove Reading Melvin B. Tolson », Callaloo, Vol. 31, No. 3,‎ été 2008, p. 789-802 (14 pages) (lire en ligne ),
- Peter Erickson, « "Othello's Back": "Othello" as Mock Tragedy in Rita Dove's "Sonata Mulattica" », Journal of Narrative Theory, vol. 41, no 3,‎ 2011, p. 362-377 (16 pages) (lire en ligne ),
- Reena Sastri, « Rita Dove's Poetic Expeditions », Twentieth Century Literature, vol. 58, no 1,‎ printemps 2012, p. 90-116 (27 pages) (lire en ligne ),
- Judith Misrahi-Barak, « Exploring Trauma through the Memory of Text: Edwidge Danticat Listens to Jacques Stephen Alexis, Rita Dove, and René Philoctète », Journal of Haitian Studies, vol. 19, no 1,‎ printemps 2013, p. 163-183 (21 pages) (lire en ligne ),
- Elizabeth Beaulieu, « "'Opaque with confusion and shame': Maternal Ambivalence in Rita Dove's Poetry." », Poetry Criticism, vol. 140,‎ 31 juillet 2013, p. 1-12 (lire en ligne ),
- Althea Tait, « Innocence & Fury : Reading the Pink in Rita Dove's "Mother Love" », Obsidian, vol. 41, nos 1-2,‎ 2015, p. 348-370 (23 pages) (lire en ligne ),
- Mike Gruss, « At home with UVA poet and National Book Award finalist Rita Dove », Virginia,‎ hiver 2016 (lire en ligne ),
- Kevin Quashie, « Black Masculinity and Queer Gendering in Rita Dove's "Thomas and Beulah" », CLA Journal, vol. 59, no 4,‎ juin 2016, p. 364-380 (17 pages) (lire en ligne )